# Ravana

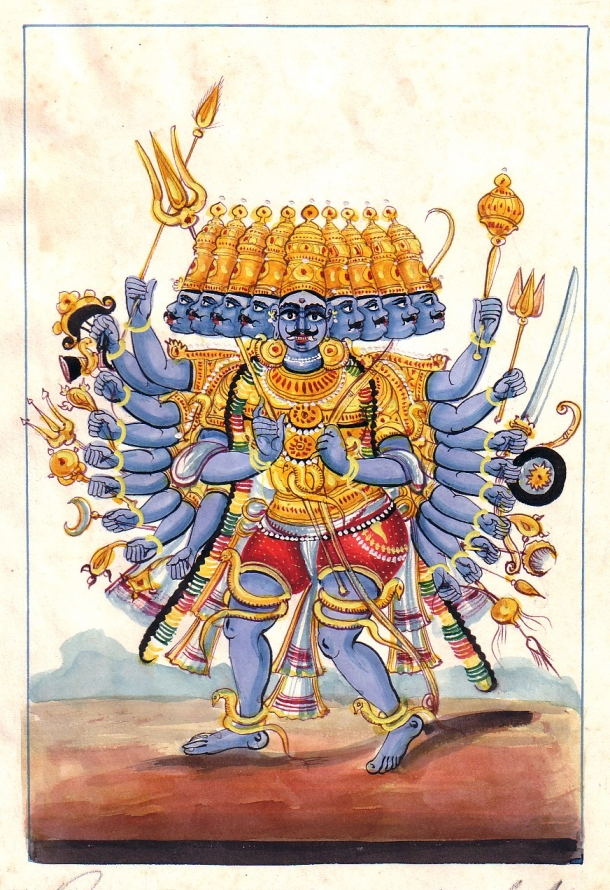
Ravana, mythischer „Dämonenkönig“ von Lanka (Sri Lanka)

Ravana (ˈrɑːʋəɳə, Sanskrit रावण, Rāvaṇa, Tamil இராவணன், singhalesisch රාවණා) ist im indischen Epos Ramayana der mythische Dämonenkönig, der König der Rakshasas von „Lanka“ (Sri Lanka) und der Gegenspieler des göttlichen Rama. 
Ravana ist der Sohn von Vishravas und Kaikasi und der Gatte von Mandodari. Er hatte sich von Brahma die Gnade erbeten, weder von Göttern noch von Dämonen verletzt oder getötet werden zu können. In seiner Arroganz hatte er vergessen, Brahma zu bitten, diesen Schutz auch auf die Menschen auszudehnen. Am Anfang ist er der Wächter der ersten Wasserquellen, verliert diese später jedoch. Die Mythologie berichtet, er könne wie jeder Rakshasa jede Gestalt annehmen, die er möchte, allerdings bevorzuge er die eines Tigers. Oft wird er mit zehn Köpfen und 20 Händen dargestellt.
Im Ramayana, dem berühmten indischen Epos, raubt er Sita, die Ehefrau Ramas. Mit Hilfe von Hanuman gelingt es jedoch, sie wieder zurückzugewinnen. Rama gelingt es nach langem Kampf, Ravana zu töten.
Ravanas Geschichte und Abstammung, seine Kämpfe gegen die Götter und der Grund, warum er nur von einem Menschen getötet, von Göttern und himmlischen Wesen aber nicht besiegt werden kann, wird detailliert im 7. und letzten Buch des Ramayana, dem textgeschichtlich jüngeren Uttarakanda, geschildert (Kap. 1–34 der krit. Ausgabe). 
Ravana gilt nicht einseitig als in jeder Hinsicht böse und nur als Feind der Götter. Ihm werden daneben seine Gelehrsamkeit und seine musikalische Begabung zugutegehalten. Mit der ravanahattha oder Ravana vina erfand er das älteste indische Streichinstrument.
In der thailändischen Version Ramakian des Ramayana kommt Ravana unter dem Namen Thotsakan (auch Thosakanth) vor. Episoden des Ramakian werden vor allem im thailändischen Maskendrama Khon und im Schattenspiel Nang Yai inszeniert.